# Olek Krupa
Aleksander (Olek) Krupa (Rybnik, 31 augustus 1955) is een Pools acteur. Hij maakte in 1986 zijn filmdebuut als Bruce in de Amerikaanse erotische thriller 9½ Weeks. Sindsdien speelde hij in meer dan 35 films.

## Filmografie
*Exclusief televisiefilms
| - Butterflies of Bill Baker (2013) - Admission (2013) - The Dictator (2012) - X-Men: First Class (2011) - Salt (2010) - Whatever Works (2009) - Burn After Reading (2008) - Neal Cassady (2007) - The Fifth Patient (2007) - 508 Nelson (2006) - The Italian Job (2003) - Bringing Rain (2003) - Behind Enemy Lines (2001) - Brooklyn Babylon (2001) - Thirteen Days (2000) - The Opportunists (2000) - Oxygen (1999) - Blue Streak (1999) - No Vacancy(1999) - Simply Irresistible (1999) | - Stardust (1998) - O.K. Garage (1998) - Home Alone 3 (1997) - Under the Bridge (1997) - Kicked in the Head (1997) - Eraser (1996) - Fair Game (1995) - The Contenders (1993) - Undercover Blues (1993) - Naked in New York (1993) - Mac (1992) - Men of Respect (1991) - Miller's Crossing (1990) - The Kennedys of Massachusetts (1990) - Black Rainbow (1989) - Misplaced (1989) - Call Me (1988) - 9½ Weeks (1986) - Far from Poland (1984, documentaire - stem) |

## Televisieseries
*Exclusief eenmalige gastrollen
- The Americans - Generaal Vijktor Zhukov (2013, twee afleveringen)
- The Grid - Stana Moore (2004, twee afleveringen - miniserie)
- As the World Turns - Inspecteur Guido Boggia (2001, vier afleveringen)
- Oz - Yuri Kosygin (1999, twee afleveringen)
- Law & Order - Constantin Volsky (1999, twee afleveringen)

- Gemeinsame Normdatei: 1061877124
- International Standard Name Identifier: 0000 0000 4493 3225
- Library of Congress Control Number: no2003007203
- Nationale Bibliotheek van Israël: 987007390356705171
- Virtual International Authority File: 75997212
- WorldCat: E39PBJhRJwxYkKHvdQ3w7fhWDq